# Google Аnalytics
Google Analitika (Google Analytics) je storitev spletne analitike, ki jo ponuja Google. Glavni namen je da spremlja in poroča o prometu na spletnem mestu, trenutno pa je platforma znotraj blagovne znamke Google Trženjska Platforma (Google Marketing Platform). Google je storitev zagnal novembra leta 2005 po prevzemu podjetja Urchin.
V letu 2020 je spletna storitev Google Analitika še naprej najpogosteje uporabljena storitev spletne analitike na spletu. Google Analitika ponuja komplet za razvoj programske opreme (SDK - software development kit), ki omogoča zbiranje podatkov o uporabi iz aplikacij iOS in Android, pod imenom Google Analitika za mobilne aplikacije. Googlovo Analitiko lahko blokirajo brskalniki, razširitve brskalnikov, požarni zidovi in druga sredstva.
Google Analitika je od svoje ustanovitve doživel številne različice. Trenutno je na svoji četrti ponovitvi platforme, ki se imenuje GA4 (Google Analitika 4). GA4, ki je zdaj privzeta namestitev Google Analitike, je preimenovana različica za lastnost App + Web, ki jo je Google objavil leta 2019 v obliki Beta. GA4 je trenutno nadomestil UA, Universal Analytics. Značilna lastnost GA4 je naravna integracija z Googlovim Big Queryjem, ki je bil prej na voljo samo z združitvijo z GA 360. Ta poteza kaže na prizadevanja Googla, da GA in njegove brezplačne uporabnike vključi v njihovo širšo ponudbo v oblaku.

## Značilnosti
Google Analitika se uporablja za sledenje dejavnosti na spletnem mestu, kot so trajanje seje, število odprtih strani na sejo, stopnja obiskov ene strani itd. posameznika, ki uporabljaja spletno mesto. Google Analitika to združi tudi z informacijami o viru prometa oziroma prihodkov. Lahko ga integriramo s programom Google Oglasi (Google Ads), s katerim lahko uporabniki ustvarjajo in pregledujejo spletne kampanje s sledenjem kakovosti ciljne strani in konverzijam (ciljem). Cilji lahko vključujejo prodajo, ustvarjanje potencialnih strank, ogled določene strani ali prenos določene datoteke. Pristop storitve Google Analitika je prikazati visokokakovostne podatke v obliki nadzorne plošče za naključnega uporabnika in bolj poglobljene podatke v nadaljevanju nabora poročil. Analiza Google Analitike lahko prepozna slabo delujoče strani s tehnikami, kot je ponazoritev lijaka (ki se uporablja za iskanje možnih težav z uporabnostjo in prepoznavanje možnosti za optimizacijo stopnje konverzije), od kod prihajajo obiskovalci (napotitelji), kako dolgo so ostali na spletnem mestu in njihova geografski položaj. Ponuja tudi naprednejše funkcije, vključno s segmentacijo obiskovalcev po meri.  Poročanje o e-trgovini, je prav tako vključeno, saj Google Analitika lahko spremlja prodajno aktivnost in uspešnost. Poročila o e-trgovini prikazujejo transakcije, prihodke in številne druge meritve, povezane s poslovanjem. 29 septembra 2011 je Google Analytics predstavil analitiko v realnem času, ki uporabniku omogoča tudi vpogled v obiskovalce, ki so trenutno na spletnem mestu. Uporabnik ima lahko na strani do 100 profilov. Vsak profil pa praviloma ustreza enemu spletnemu mestu. Omejeno je na spletna mesta, ki imajo manj kot 5 milijonov ogledov strani na mesec (približno 2 ogleda strani na sekundo). Ta omejitev ne velja, če je spletno mesto povezano z oglaševalsko akcijo Google Oglasi (Google Ads). Google Analytics vključuje Googlovo Optimizacijo Spletnega mesta (Google Website Optimizer), preimenovan v Google Analytics Content Experiments. Analiza, ki jo pripravi Google Analitika pomaga pri razumevanju vedenja skupin uporabnikov, tudi izven vaše uporabniške populacije. Google Analitika je v tem pogledu v veliko pomoč tržnikom in analitikom, za uspešno izvajanje tržne strategije.

## Zgodovina
Google je aprila 2005 kupil Urchin Software korporacijo in na podlagi Urchin on Demand razvil novo storitev . V letu 2006 je bil Google analytics redizajniran na podlagi idej iz programa Measure Map ki ga je Google odkupil od podjetja Adaptive path . Google pa je še do leta 2012 prodajal Urchin WebAnalytics Software skozi distribucijsko mrežo preprodajalcev z dodano vrednostjo, do 28. marca leta 2012 ko se je Google odločil za ukinitev programa.
Že leta 2005 je Google ustvaril verzijo programa s svojim imenom in jo omogočil brezplačno vsem odjemalcem, ki so se prijavili na njihovi strani. Zaradi velikega povpraševanja po storitvi se je podjetje, po enem tednu odločilo za ukinitev vpisov. Google je nato povečal svoje kapacitete vendar še vseeno ne dovolj da bi zadostil vso povpraševanje. Podjetje je to težavo rešilo z modelom podobnim loteriji, kjer so bili potencialni odjemalci izžrebani in nagrajeni z aktivacijsko kodo za brezplačen prijem programa ta sistem je deloval do avgusta 2006, ko je Google omogočil storitev vsem uporabnikom ne glede na to ali uporabljajo Google advertising ali ne .
Nova verzija google Analytics sledilne kode znana tudi kot asynchronous tracking code , za katero Google trdi da je bolj senzitivna in točna. Zmožna je tudi sledenja zelo kratkih aktivnosti uporabnikov na spletni strani. Predhodna verzija kode je vplivala na hitrost nalaganja internetnih strani. Zaradi tega je bila koda ponavadi postavljena pred </body> HTML ozančbo. Nova prej omenjena koda pa je bila lahko postavljena med <head>...</head> HTML označbi, kar ji omogoči da, ko je prižgana deluje paralelno z nalaganjem internetne strani. Aprila 2011 je Google naznanil novo verzijo Google analytics ki je ponujala različna nova orodja kot so več nadzornih plošč, bolj prilagodljive opcije za poročila in nov dizajn vmesnika. Kasneje je verzija dobila še dodatne nove lastnosti kot ciljne grafe in analitične analize v realnem času.
Oktobra 2012 je bila oznanjena nova verzija Google Analytics po imenu Universal Analytics. Glavne razlike so bile: križno sledenje čez različne platforme, flexibilno sledenje kode ki omogoča zbiranje podatkov iz vseh naprav in možnosti krojenja dimenzij in meritev po meri.
Marca 2016 je Google izdal novo verzijo: Google Analytics 360, ki je programski paket z novimi možnostmi kot so prikazi donosnosti naložb in drugih marketinških indikatorjev. Google analytics 360 ponuja 5 glavnih produktov: Analytics, Tag Manager, Optimize, Data Studio, Surveys, Attribution, and Audience Center.
Oktobra 2017 je bila predstavljena nova verzija programa: Global Site Tag. Ključni pomen nove verzije je bil združitev in poenotenje označevalnih (tagging) sistemov za olajšanje implementacij.
Junija 2018, je Google predstavil Google Marketing Platform, ki je platforma za spletno oglaševanje in analitiko. Sestavljena je iz dveh Googlovih programov, DoubleClick Digital Marketing in Google Analytics 360.
Oktobra 2020 je Google predstavil pe najnovejšo verzijo Google Analytics in sicer Google Analytics 4 pod akronimom GA4.

## Tehnologija
Storitev Google Analytics se izvaja s kodo za sledenje Google Analytics (GATC - Google Analytics Tracking Code), katero večkrat lahko zasledimo tudi pod izrazom oznaka strani. Ta del kode je potrebno dodati prav na vsako stran v spletnem mestu, z namenom omogočanje zbiranja podatkov o obiskih ter poročanja o le-teh.
V primeru, da je brskalniku omogočen JavaScript, se koda za sledenje zažene v brskalniku odjemalca, medtem ko ta brska po strani, ter zbira podatke o obiskovalcu in jih posreduje Googlovemu strežniku za zbiranje podatkov kot del zahteve za spletni svetilnik. Koda za sledenje iz Googlovega spletnega strežnika naloži večjo datoteko JavaScript in nato nastavi spremenljivke s številko uporabniškega računa. Glede na podatke, pridobljene maja 2018, je največja datoteka, trenutno znana tudi kot ga.js, obsegala 40 kB. Običajno datoteke ni potrebno naložiti, le v primeru predpomnilnika brskalnika. V primeru, da je brskalniku omogočeno predpomnjenje, se ga.js prenese samo enkrat na začetku obiska. Ker vsa spletna mesta, ki izvajajo Google Analytics s kodo ga. js, uporabljajo isto Googlovo glavno datoteko, bo brskalnik, ki je pred tem obiskal katerokoli drugo spletno mesto z Google Analytics, to datoteko že imel v predpomnilniku v svojem računalniku.
Poleg prenosa informacij v Googlov strežnik, koda za sledenje v računalniku vsakega obiskovalca nastavi piškot prve osebe. Namen tega piškotka je, da shranjuje anonimne informacije, imenovane ClientId.   To je piškotku omogočeno le v primeru, ko so piškotki v brskalniku omogočeni. Pred uvedbo storitve Universal Analytics je bilo na voljo več piškotkov, ki so shranjevali informacije. Nekateri izmed njih so: ali je obiskovalec že obiskal spletno mesto (novi ali ponovni obiskovalec), časovni žig trenutnega obiska in referenčno spletno mesto ali kampanja, ki je obiskovalca usmerila na stran. Če obiskovalec pride na spletno mesto s klikom na povezavo, označeno s parametri UTM (Urchin Tracking Module) se vrednosti oznak posreduje tudi podatkovni bazi.

### Tehnologija v ozadju Google Analytics
Razvoj kode za sledenje v Javascriptu, je bil pomemben tehnološki preboj, kateri je zaslužen za obstoj storitve Google Analytics. Javascript je programski jezik, ki se nahaja v brskalniku obiskovalca in spremlja njegova dejanja, ter informacije o le-teh posreduje Googlu prek kode za sledenje. V ozadju razvoja storitve Google Analytics, sodelujejo številni razvijalci, ki s svojim delom vplivajo na obdelavo prek bogatega uporabniškega vmesnika. Odjemalske knjižice in vmesniki API so organizirani v štiri glavne komponente: zbiranje, konfiguracija, obdelava ter poročanje. Zbiranje poteka v Javascriptu, njegova naloga pa je zbiranje podatkov o interakciji z uporabnikom. Naslednji korak je konfiguracija, ki omogoča upravljanje obdelave podatkov. Obdelava je Googlov postopek, ki obdeluje podatke o interakciji z uporabnikom in podatke o konfiguraciji. Zadnja komponentna je poročanje, ki omogoča dostop do vseh obdelanih podatkov.

### Program tehnoloških partnerjev Google Analytics
Program tehnoloških partnerjev je pomemben del tehnologije Google Analytics. Tehnološki partnerji so razvijalci, ki na platformi Google Analytics gradijo aplikacije in rešitve, s katerimi so podatki bolj dostopni, analize bolj poglobljene, postopki pa enostavnejši.

### API-ji storitve Analytics
Google Analytics vsem uporabnikom ponuja tri vmesnike API:
- The Collection API, kateri omogoča prilagajanje kode za sledenje za natančnejše sledenje. Slednji uporabniku omogoča zbiranje podatkov o nakupih na spletnem mestu, pridobivanje poročil za dve poddomeni v enem pogledu, ter nastavitve lastne definicije vrst oblikovalcev.
- The Management API, kateri predstavlja API za upravljanje storitve Analytics, ki omogoča učinkovit dostop do podatkov računa in pogleda Analytics v obliki virov Googlovega podatkovnega API-ja. API za upravljanje omogoča učinkovito pridobivanje natančno določenih nizov pogledov za uporabnika. Lahko pa uporabnik pridobipodatke o oblikovanju ciljev, povezane s posameznim pogledom. V vmesnik API za upravljanje pa je mogoče integrirati tudi vmesnik API za izvoz ter tako pridobiti natančno tiste podatke poročanja, ki jih uporabnik potrebuje.
- The Data Export API, je namenjen ustvarjanju aplikacij, ki bodo uporabljale podatke iz storitve Analytics, ki so že na voljo v računu Analytics. Aplikacije lahko API uporabljajo za zahtevanje podatkov na ravni poročil iz obstoječega pogleda Analytics (če imajo pooblastilo za dostop do podatkov pogleda) in pridobivanje poročil s podatki po meri za izbrani pogled.[42]

### Omejitve
Poleg tega paket Google Analytics za mobilne naprave omogoča uporabo storitve Google Analytics na mobilnih spletnih mestih. Mobilni paket vsebuje kode za sledenje na strani strežnika, ki kot jezik strežnika uporabljajo PHP, JavaServer Pages, ASP. NET ali Perl. Vendar lahko številni programi za filtriranje oglasov in razširitve, kot so Firefoxova izboljšana zaščita pred sledenjem, razširitev brskalnika NoScript in aplikacija za mobilne telefone Disconnect Mobile, blokirajo kodo za sledenje Google Analytics. To preprečuje sledenje nekaterim vrstam prometa in uporabnikom ter povzroča luknje v zbranih podatkih. Poleg tega omrežja za varovanje zasebnosti, kot je Tor, prikrijejo uporabnikovo dejansko lokacijo in prikazujejo netočne geografske podatke. Manjši del uporabnikov nima brskalnikov, ki podpirajo JavaScript, ali pa je ta funkcija izklopljena. Te omejitve, predvsem programi za filtriranje oglasov, lahko precejšnjemu številu obiskovalcev - včasih celo večini - omogočijo, da se izognejo sledilniku.
Na natančnost podatkov lahko vplivajo tudi uporabniki, ki izbrišejo ali blokirajo piškotke Google Analytics. Brez nastavljenih piškotkov Google Analytics ne more zbirati podatkov. Vsak posamezni spletni uporabnik lahko blokira ali izbriše piškotke, zaradi česar uporabniki storitve Google Analytics izgubijo podatke o teh obiskih. Lastniki spletnih mest lahko uporabnike spodbudijo, da ne onemogočijo piškotkov, na primer tako, da obiskovalcem olajšajo uporabo spletnega mesta z objavo pravilnika o zasebnosti.
Ko se uporabnik pomika med spletnimi stranmi, Google Analytics lastnikom spletnih mest zagotavlja oznake (knjižnice) JavaScript, ki beležijo informacije o strani, ki jo je uporabnik videl, na primer URL strani. Googlove analitične knjižnice JavaScript uporabljajo piškotke HTTP, s katerimi si zapomnijo, kaj je uporabnik počel na prejšnjih straneh, in njegove interakcije.
Druga omejitev orodja Google Analytics za velika spletna mesta je uporaba vzorčenja pri pripravi številnih poročil. Da bi zmanjšali obremenitev svojih strežnikov in uporabnikom zagotovili razmeroma hiter odziv na njihovo poizvedbo, Google Analytics za svoje izračune omejuje poročila na 500 000 naključno izbranih sej na ravni profila. Medtem ko so za metriko obiska navedene meje napake, meje napake niso navedene za nobeno drugo metriko v poročilih Google Analytics. Pri majhnih segmentih podatkov je lahko meja napake zelo velika.